# Motown Records
Motown Records, Motown (znana także jako Tamla-Motown) – amerykańska wytwórnia muzyczna.

## Historia
Została założona 12 stycznia 1959 roku jako Tamla Records. W ciągu 30 lat działalności Berry Gordy i jego Motown Record Company (skrót od „Motor Town”) oraz bliźniacza wytwórnia Tamla wywierali wpływ na amerykańską i europejską muzykę.
W ciągu następnej dekady liczni artyści, muzycy i zespoły, których nagrania wyprodukowała Motown, zdobywały listy przebojów; wśród nich byli: Martha and the Vandellas, Smokey Robinson and the Miracles, The Temptations, The Four Tops, Diana Ross and the Supremes, Gladys Knight & the Pips, The Jackson 5, Stevie Wonder, Marvin Gaye. Wszyscy stali się częścią fenomenu muzycznego, określanego jako Motown Sound. 
Pierwszym singlem Motown, który osiągnął milionowy nakład (12 lutego 1961), był „Shop Around” zespołu The Miracles. 16 grudnia tego samego roku singel „Please Mr Postman” zespołu The Marvelettes doszedł do 1. miejsca na liście przebojów Hot 100 tygodnika Billboard. 
Nagranie pochodzące z Motown było natychmiast rozpoznawane, gdy grano je w radio. Dużą rolę odegrało wykreowane przez szefa wytwórni charakterystyczne brzmienie, którego elementami była silnie wyeksponowana stopa perkusyjna poprzez 2-3 mikrofony (obecnie taki sposób nagrywania przyjął się na całym świecie), linia basu prowadzona na pierwszym planie, instrumenty klawiszowe traktowane jako instrumenty perkusyjne itp.
W latach 60. Motown i Tamla szczyciły się tym, że ponad 75% wydawanych przez nich płyt zostawało hitami. Pod koniec lat 60. sprzedawały więcej płyt, niż jakakolwiek inna wytwórnia płytowa. Była to też największa firma afroamerykańska.
Aktualnie wytwórnia zajmuje się wydawnictwami takich muzyków jak Swizz Beatz, Mýa czy Lindsay Lohan. Była siedziba wytwórni w Detroit funkcjonuje jako muzeum i nadal jest w rękach rodziny Gordy.